# Greater Than Love (film 1921)
Greater Than Love è un film muto del 1921 diretto da Fred Niblo. Scritto da C. Gardner Sullivan, uno dei più famosi sceneggiatori di Hollywood, è una storia a sfondo moralistico che mostra i pericoli della grande città e quelli dell'età del jazz. Tra le interpreti, Louise Glaum e Patricia Palmer. Quest'ultima, che interpreta Elsie, una ragazza che finisce male, aveva avuto, nella vita reale, non pochi problemi tanto che aveva dovuto perfino cambiare nome per cercare di far dimenticare il proprio passato turbolento.
Una copia incompleta del film si trova negli archivi della Library of Congress.

## Trama
A New York, delusa e depressa a causa di un uomo, la giovane Elsie Brown si suicida. La signora Brown, la madre di Elsie, viene a visitare le compagne della figlia, quelle con le quali lei condivideva l'appartamento ma anche una visione della vita tutta tesa all'afferrare l'attimo, senza pensare al futuro. Grace, una delle ragazze, davanti alla dignità e al carattere forte di mamma Brown, sente che il modo in cui ha vissuto fino a quel momento non potrà portarle niente di buono. Abbandona tutti i propri progetti e lascia la città, venendo accolta con affetto nella casa di mamma Brown.

## Produzione
Il film fu prodotto dalla J. Parker Read Jr. Productions.

## Distribuzione
Il copyright del film, richiesto dalla J. Parker Read, Jr., Productions, fu registrato il 9 luglio 1921 con il numero LP16740. Distribuito dalla Associated Producers Inc., il film - presentato da J. Parker Read Jr. - uscì nelle sale cinematografiche statunitensi il 17 luglio 1921.